# Pierrebraunia
Pierrebraunia är ett släkte av kaktusväxter. Pierrebraunia ingår i familjen kaktusväxter.
Kladogram enligt Catalogue of Life:
| Pierrebraunia | \| \| Pierrebraunia bahiensis \| \| \| \| \| \| Pierrebraunia brauniorum \| \| \| \| |
|               | \| \| Pierrebraunia bahiensis \| \| \| \| \| \| Pierrebraunia brauniorum \| \| \| \| |
|               | Pierrebraunia bahiensis                                                              |
|               |                                                                                      |
|               | Pierrebraunia brauniorum                                                             |
|               |                                                                                      |